# NGC 5480
NGC 5480 је спирална галаксија у сазвежђу Велики медвед која се налази на NGC листи објеката дубоког неба.
Деклинација објекта је + 50° 43' 30" а ректасцензија 14h 6m 21,5s. Привидна величина (магнитуда) објекта NGC 5480 износи 12,3 а фотографска магнитуда 13,0. Налази се на удаљености од 26,868 милиона парсека од Сунца. NGC 5480 је још познат и под ознакама UGC 9026, MCG 9-23-35, CGCG 272-27, KCPG 416A, IRAS 14045+5057, PGC 50312.